# 패류독소
패류독소(shellfish poisoning)는 유독성 플랑크톤을 먹이로 하는 조개류의 체내 축적된 독이다. 여과 섭식을 하는 이매패류에서 주로 독이 검출 되며 사람이 섭취시 식중독 증상을 일으킬 수 있다.
독에 의한 증상에 따라서 4가지 증후군이 발생할 수 있으며 심하면 사망에 이를 수도 있고 패류를 가열, 조리, 냉장, 냉동해도 파괴되지 않는다.
한국에서는 독성이 있는 플랑크톤은 수온의 상승 시작하는 3월부터 발생하기 시작해서, 해수 온도가 15~17℃ 일 때 최고치를 나타내다가 18℃이상으로 상승하는 6월 중순경부터는 자연 소멸된다.

## 증후군
- 마비 조개독(PSP):
- 설사성 조개독(DSP)
- 신경성 조개독(NSP)
- 기억상실성 조개독(ASP): 도모 산( dosoic acid)이라 불리는 해양 생물 독소의 섭취로 인한 질병이다. 여과 섭식을하는 동안에 조개류에 도모 산이 고농도로 축척이 되고 도모 산에 오염된 조개 섭취로 조류나 해양 포유류 및 인간에게 전달될 수 있다. 도무산 (dooic acid)으로 인한 인간의 질병은 갑각류와 관련이 있지만, 독소는 멸치와 정어리와 같은 식물성 플랑크톤을 먹이로 소비하는 많은 해양 생물에서도 생체에 축적 될 수 있다. 인간이 아닌 생물에서의 도무(dosoic) 산에 의한 중독 은 도모 산 중독 (domoic acid poisoning) 또는 DAP라고도 한다. 인간을 포함한 포유동물에서 도모 산은 신경독 (neurotoxin)으로 작용 하여 영구적인 단기 기억 상실 , 뇌 손상 및 심한 경우 사망을 유발한다.